# Jan Szatowski
Jan Szatowski vel Jan Szatyński ps. „Kowal”, „Zagończyk”, „Jemioła” (ur. 23 stycznia 1907 w miejscowości Murafa, w okolicy Jampola na Podolu, zm. 8 września 1988 w Poznaniu) – podpułkownik piechoty Wojska Polskiego.

## Życiorys
Był synem Albina Macieja i Elżbiety. Dzieciństwo spędził w Jekatierinosławiu oraz w Radomiu i Lublinie w którym ukończył Gimnazjum im. Vetterów w 1928 roku. Służbę wojskową odbywał w Szkole Podchorążych Piechoty w Komorowie koło Ostrowi Mazowieckiej w latach 1929–1931 i ukończył ją z wyróżnieniem. Od 1932 do 1939 pełnił służbę w 5 pułku piechoty Legionów w Wilnie, z którym odbył kampanię wrześniową w stopniu kapitana.
W 1939 roku na stanowisku dowódcy kompanii zwiadu walczył z Niemcami pod Wolą Wodyńską, Serockiem i Seroczynem. 13 września został ranny, trafił do szpitala wojskowego w Chełmie. 29 października przewieziony do Norymbergi, gdzie kontynuowano leczenie. Przebywał w Oflagach: VII C Laufen i II C Woldenberg.
24 grudnia 1942 wspólnie z ppor. Zdzisławem Kurasiem i por. Karolem Żywocińskim podjął brawurową i udaną ucieczkę z niewoli. Pieszo, ścigani przez Niemców, dotarli do Poznania, skąd kanałami konspiracyjnymi zostali przerzuceni do Warszawy. 19 stycznia 1943 roku zameldował się w dyspozycji KG AK.
Skierowany na Wołyń, 7 marca 1943 roku zameldował się w Kowlu u Komendanta Okręgu płk Kazimierza Bąbińskiego ps. „Luboń” – swojego dowódcy w 5 pp Leg. – gdzie objął stanowisko inspektora Inspektoratu Kowel i działał tam pod pseudonimem „Kowal”, „Zagończyk” organizując struktury konspiracyjne.
15 stycznia 1944 roku Komendant Okręgu Wołyń zarządził wykonanie „Burzy” i ogłosił mobilizację struktur konspiracyjnych. W rejonie koncentracji w Zasmykach zebrało się około 3.000 ludzi. Dowódcą zgrupowania „Gromada” został mjr Jan Szatowski. W marcu 1944 r. w ramach odtwarzania Wojska Polskiego przez AK stanął na czele 50 pułku piechoty AK w 27 Wołyńskiej Dywizji Piechoty AK jednocześnie dowodząc zgrupowaniem pułkowym „Gromada”.
Po śmierci ppłk. dypl. Jana Wojciech Kiwerskiego ps. „Oliwa” dowodził dywizją w okresie 19 kwietnia – 3 maja 1944 roku.
Brał udział w walkach o Kowel, Luboml. Na Polesiu walczył w rejonie Smolar, Szacka, Wielkoryty, Dywina, Małoryty. Po reorganizacji dywizji na Lubelszczyźnie nadal dowodził pułkiem, który stoczył w ramach akcji „Burza” boje w rejonie Parczewa i Ostrowa Lubelskiego, pod Kozłówką i Kamionką i Lubartowem.

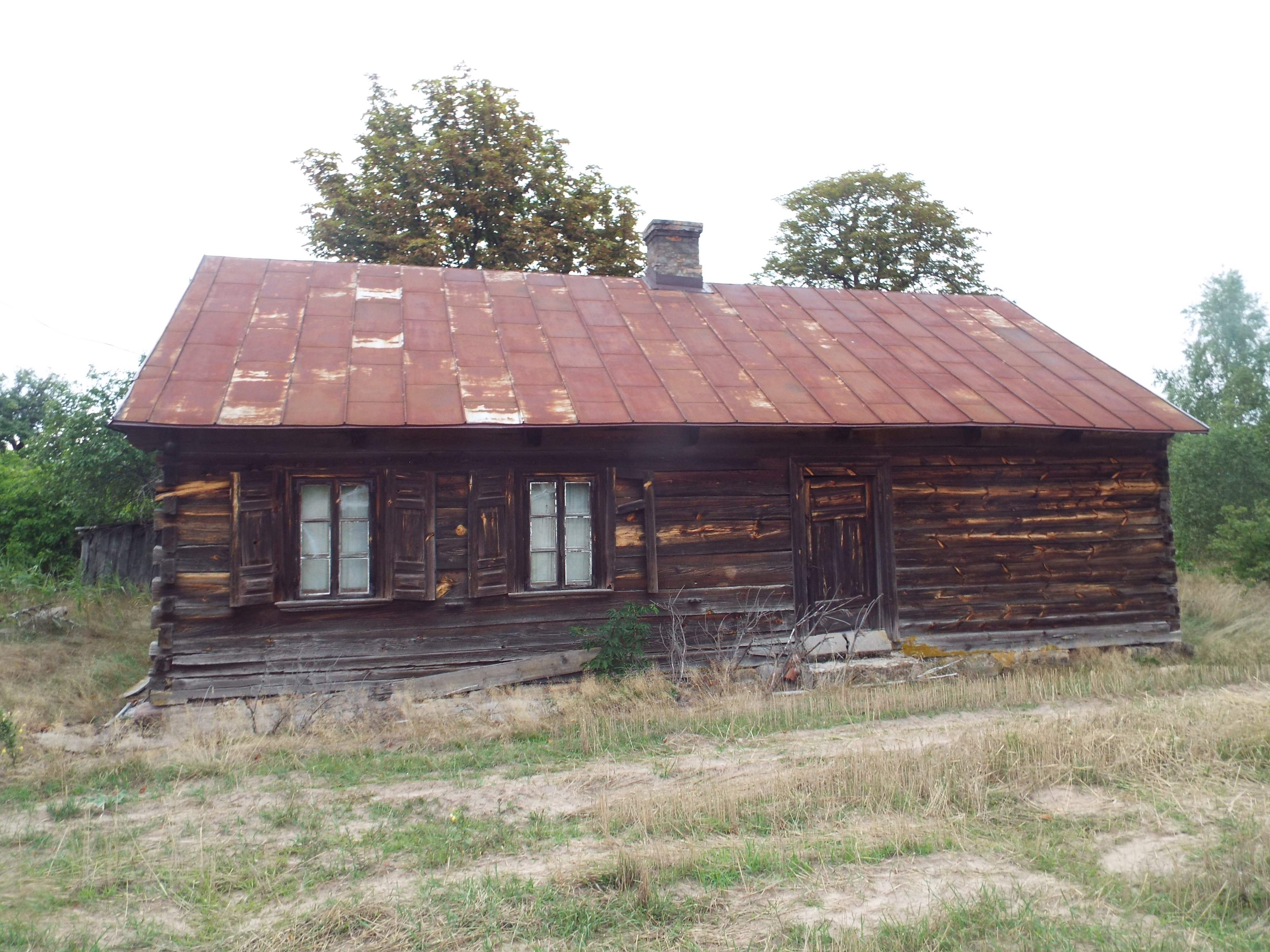
Chata sztabu Jana Szatowskiego na Tuczneńskiej kolonii. Zdjęcie z 2019 r.

Po rozbrojeniu przez Rosjan dywizji 25 lipca 1944 roku w Skrobowie uniknął aresztowania. 31 sierpnia 1944 roku rozpoczął organizację struktur WiN-u na Podlasiu i Lubelszczyźnie początkowo jako inspektor rejonowy, następnie komendant Okręgu Lubelskiego.
Aresztowany 9 listopada 1946 roku przez Urząd Bezpieczeństwa został osądzony, zdegradowany i skazany na karę śmierci. Wyrok został później zmieniony na 7 lat więzienia. Karę odbył w całości w więzieniach w Rawiczu i Wronkach.
Po odbyciu kary w 1954 roku osiadł w Janowcu Wielkopolskim, gdzie prowadził małe gospodarstwo rolno-warzywne. Nie przyjął propozycji MON zweryfikowania odebranego mu stopnia. Pod koniec lat 70. otrzymał rentę inwalidzką. Izolował się od otoczenia, nie założył rodziny.
Po ciężkiej chorobie zmarł 8 września 1988 roku w Poznaniu. Pochowany został na cmentarzu katolickim w Janowcu Wielkopolskim.
11 listopada 1989 roku w Janowcu Wielkopolskim została odsłonięta tablica pamiątkowa poświęcona Janowi Szatowskiemu. 1 września 2014 roku imię Jana Szatowskiego nadano Zespołowi Szkół Niepublicznych w Janowcu Wielkopolskim. Szkole wręczono też sztandar z wizerunkiem patrona.

## Awanse
- podporucznik – 15 sierpnia 1931 ze starszeństwem z dniem 15 sierpnia 1931 i 65. lokatą w korpusie oficerów piechoty
- porucznik – 22 lutego 1934 ze starszeństwem z dniem 1 stycznia 1934 i 132. lokatą w korpusie oficerów piechoty
- kapitan – ze starszeństwem z dniem 19 marca 1938 i 173. lokatą w korpusie oficerów piechoty[2]
- major – 11 listopada 1943
- podpułkownik – 1945

## Ordery i odznaczenia
- Krzyż Srebrny Orderu Wojennego Virtuti Militari (za działalność w konspiracji, dowodzenie i osobistą waleczność podczas walk z Niemcami; 13 kwietnia 1967 to samo odznaczenie zatwierdziło Ministerstwo Obrony Narodowej PRL dla uczestników ucieczek z obozu II C[3])
- Krzyż Walecznych (trzykrotnie)
- Złoty Krzyż Zasługi z Mieczami